# توماس غيفورد (سياسي)
توماس غيفورد هو سياسي كندي، ولد في 1 يونيو 1854 في لوكربي في المملكة المتحدة، وتوفي في 19 فبراير 1935 في نيو ويستمينيستر في كندا. حزبياً، نشط في Conservative Party of British Columbia ‏.